# Neocrepidodera impressa impressa
Neocrepidodera impressa impressa é uma subespécie de insetos coleópteros polífagos pertencente à família Chrysomelidae.
A autoridade científica da subespécie é Fabricius, tendo sido descrita no ano de 1801.
Trata-se de uma subespécie presente no território português.